# Bergmühle (Thalmässing)
Bergmühle ist ein Gemeindeteil des Marktes Thalmässing im Landkreis Roth (Mittelfranken, Bayern). Bergmühle liegt in der Gemarkung Hagenich.

## Lage
Die Einöde liegt am Hagenicher Mühlbach, einem rechten Zufluss der Thalach auf der Gemarkung Hagenich. Eine Gemeindeverbindungsstraße führt nach Gebersdorf (0,4 km südwestlich) bzw. nach Hagenich (0,6 km nordöstlich).

## Geschichte
Früher war der Ort auch als Kukerlemühle oder Gugerlesmühle bekannt. Bei der Eingemeindung von Hagenich nach Thalmässing kam der Ort am 1. Januar 1972 zum Markt Thalmässing.